# Huángdì
Cette page contient des caractères spéciaux ou non latins. S’ils s’affichent mal (▯, ?, etc.), consultez la page d’aide Unicode.
Pour les articles homonymes, voir huangdi (homonymie) et Huang.
L'Empereur Jaune (chinois : 黄帝, pinyin : huángdì) est, selon la tradition chinoise, un souverain civilisateur de la haute Antiquité qui aurait régné de 2697 à 2597 ou de 2698 à 2598 av. J.-C.. Il n'est pas mentionné dans les plus anciennes sources, mais il apparaît à l'époque des Royaumes combattants et occupe une place prééminente chez les historiographes de la dynastie Han. Il est le premier des cinq Empereurs dans le Shiji et le troisième des trois Augustes dans la préface du Shujing par Kong Anguo (en). Il représentait le souverain idéal pour le courant philosophico-politique huanglao qui eut les faveurs de la cour jusque Han Wudi. À cet égard, de nombreux textes politiques ou techniques furent attribués à lui ou ses assistants, dont les Quatre Livres de Huangdi et le Huangdi Neijing. Divinisé, il est resté un dieu et un immortel taoïste.
Il est considéré comme le père de la civilisation chinoise, particulièrement à partir du XIXe siècle où la définition de la nation chinoise fait l'objet de nombreux débats.

## Personnage historique ou mythologique
Jusqu'au début du XXe siècle, Huangdi fut considéré comme un personnage historique par les historiens chinois. Certains révolutionnaires anti-mandchous acceptèrent l'hypothèse émise par le philologue Albert Terrien de Lacouperie que Huangdi était un chef mésopotamien arrivé avec son peuple en Extrême-Orient en 2300 av. J.-C., qui avait battu les autochtones et fondé la civilisation chinoise,,.
Dans les années 1920, le mouvement de doute vis-à-vis des documents de l'Antiquité remit en question l'existence historique de figures telles que Huangdi, proposant qu'il s'agissait de dieux anciens devenus souverains civilisateurs dans la mémoire collective. Ainsi, Gu Jiegang proposa de voir en Huangdi un avatar de Shangdi.
Bien qu'ils réfutent l'hypothèse Shangdi, les spécialistes modernes tendent aussi à penser qu'à l'origine du Huangdi historique et du dieu taoïste qui émerge entre les Royaumes combattants et les Han se trouve une figure surnaturelle plus ancienne,. Mark Edward Lewis propose de voir en lui une évolution du shaman (wang 尪) qui, sous les Shang, accomplissait les rituels appelant la pluie. Il aurait représenté la pluie et les nuages, alors que Chiyou ou Yandi, ses adversaires historiques, auraient représenté le feu et la sécheresse. Sarah Allan voit plutôt en lui un dieu de l'inframonde, associé aux sources jaunes. Un mythe Shang mentionne la lutte de leurs ancêtres sous la forme d'astres et d'oiseaux associés à l'Est et au dieu Shangdi contre des adversaires liés à l'Ouest, au monde souterrain et aux dragons ; ces adversaires mythologiques seraient devenus, dans la tradition, une dynastie historique, les Xia.

## Biographie traditionnelle
Sa biographie est basée surtout sur le Shiji et le Livre des Han. Il serait fils de Shaodian (少典) et de Fubao (附宝 / 附寶) du clan Youjiao (有峤) ; il aurait pour nom de famille Gongsun (公孫), Ji (姬) ou Youxiong (有熊) et pour prénom Xuanyuan (轩辕 / 軒轅), également nom de la colline où il habitait. Il serait né dans un lieu nommé Tianshui (天水) après vingt-cinq mois de gestation. Il aurait eu quatre épouses, dix concubines et vingt-cinq fils. Son épouse principale, issue du clan Xiling (西陵), est connue sous le nom de Luozu (螺祖) ou Leizu (累祖 / 纍祖), deux caractères comprenant l'élément soie (mi 糸) dont elle aurait enseigné la fabrication aux femmes. Sa deuxième épouse, Momu (嫫母), aurait été laide mais vertueuse. Huangdi aurait décerné à ses fils douze noms de famille. Il est considéré comme l'ancêtre de ceux qui les portent, ainsi que des souverains mythiques Shaohao, Zhuanxu, Ku, Yao, Shun et des fondateurs des dynasties Xia, Shang et Zhou. Après sa victoire sur Chiyou, il aurait choisi Fenghou (风后 / 風后), Limu (力牧), Changxian (常先) et Dahong (大鸿 / 大鴻) comme ministres. Sa sépulture se trouve au mont Qiao (橋山), qui a été situé au Shaanxi à Huangdiling (tumulus de Huangdi ; 黃帝陵) ou au Hebei dans le district de Zhuolu.
Selon le Shiji, lorsqu'il accomplit le sacrifice impérial au mont Tai, deux dragons jaunes apparurent, signifiant son lien avec la terre. Dans la version du groupe des Cinq empereurs où chacun est associé à un orient, Huangdi représente le centre, comme la terre et la couleur jaune.

## Ancêtre de l'ethnie Han

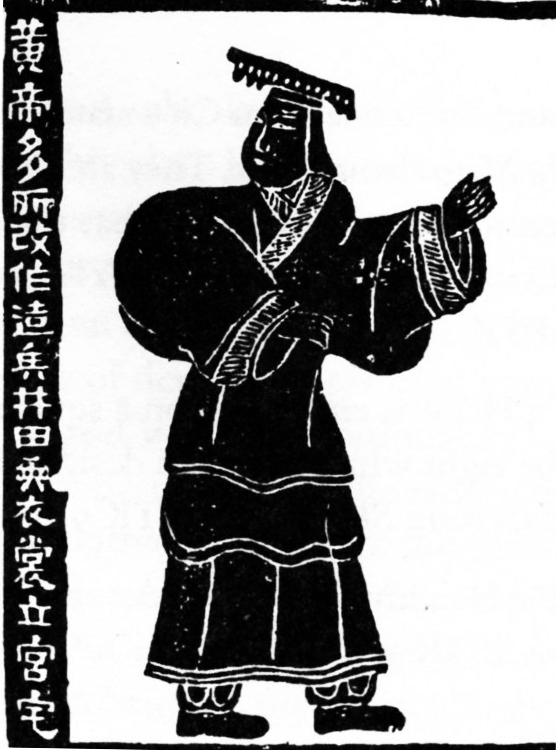
Fresque murale de la dynastie Han : « On doit à l'Empereur Jaune de nombreuses inventions et transformations ; il a inventé les armes, délimité les champs, inventé les vêtements, fondé des palais et habitations. »

Dans le Shiji et d'autres sources comme le Livre des monts et des mers (山海经 / 山海經 / Shānhǎijīng), Huangdi est engagé dans des batailles qui représentent les guerres entre différentes ethnies qui occupèrent le Nord de la Chine. Il bat Chiyou, que les Hmongs ou Miaos du Guizhou, Hunan et Hubei revendiquent comme ancêtre, à Zhuolu (涿鹿) (entre Hebei et Liaoning selon les sources anciennes, au Shanxi selon Qian Mu (钱穆 / 錢穆)), où il fixe sa capitale. Chiyou (蚩尤) ayant créé un épais brouillard pour égarer l'armée de l'Empereur Jaune, celle-ci aurait retrouvé son chemin grâce au chariot pointant le sud (指南车 / 指南車 / zhǐnánchē), invention de Huangdi.
Il prend la succession d'un autre héros civilisateur présenté aussi comme l'ancêtre des Qiangs, l'Empereur Rouge Chidi (赤帝) ou Yandi (炎帝) (ou le bat à Panquan (阪泉), selon les sources). Yandi et lui sont chefs des Huaxia (华夏 / 華夏) que les Hans d'aujourd'hui considèrent comme leurs ancêtres. Un des termes littéraires désignant les Hans est « descendants de Yandi et Huangdi » (炎黃子孙 / 炎黃子孫 / Yánhuángzǐsūn) ; un autre, « descendants du dragon », fait aussi référence à Huangdi dont l'emblème, fusion des différents animaux totems des tribus vaincues, était un dragon. Certains archéologues associent son époque à la culture de Qijia (齐家 / 齊家) (Gansu et Shaanxi). Plusieurs clans ou ethnies se rattacheront à Huangdi, comme les Ji (姬), fondateurs de la dynastie Zhou. On lui prête encore une victoire contre les Hunzhou (荤粥 / 葷粥), nom d'un des peuples « barbares du Nord » des Han occidentaux.
Chiyou, l'adversaire de Huangdi, semble être devenu un dieu guerrier révéré jusqu'au tout début des Han. Sima Qian mentionne que Liu Bang lui rendit un culte avant une bataille contre Xiang Yu. Outre sa place dans les mythes de certaines ethnies du Sud-Ouest chinois, il est occasionnellement revendiqué comme ancêtre par des Coréens, avec une connotation patriotique d'opposition au nationalisme chinois.

## Civilisateur
On prête à l'empereur Jaune comme aux autres souverains mythiques de l'Antiquité chinoise un rôle de civilisateur. Lui, ses ministres ou des membres de sa famille sont réputés auteurs de nombreuses inventions et techniques, comme l'écriture due au ministre Cang Jie ou l'élevage du ver à soie dû à sa femme Lei Zu.
Il aurait inventé les arts martiaux. Comme Chiyou possédait de meilleures armes que Huangdi, celui-ci décida de développer un ensemble de mouvements offensifs et défensifs qu'il enseigna à son armée. L'art martial de ce temps n'a sûrement plus rien à voir avec les techniques évoluées d'aujourd'hui. Beaucoup considèrent cependant qu'il en est le concepteur, pour avoir pu prendre l'avantage définitif contre Chiyou, puisque ses armées n'avaient pas l'avantage contre lui.

## Symbole national moderne

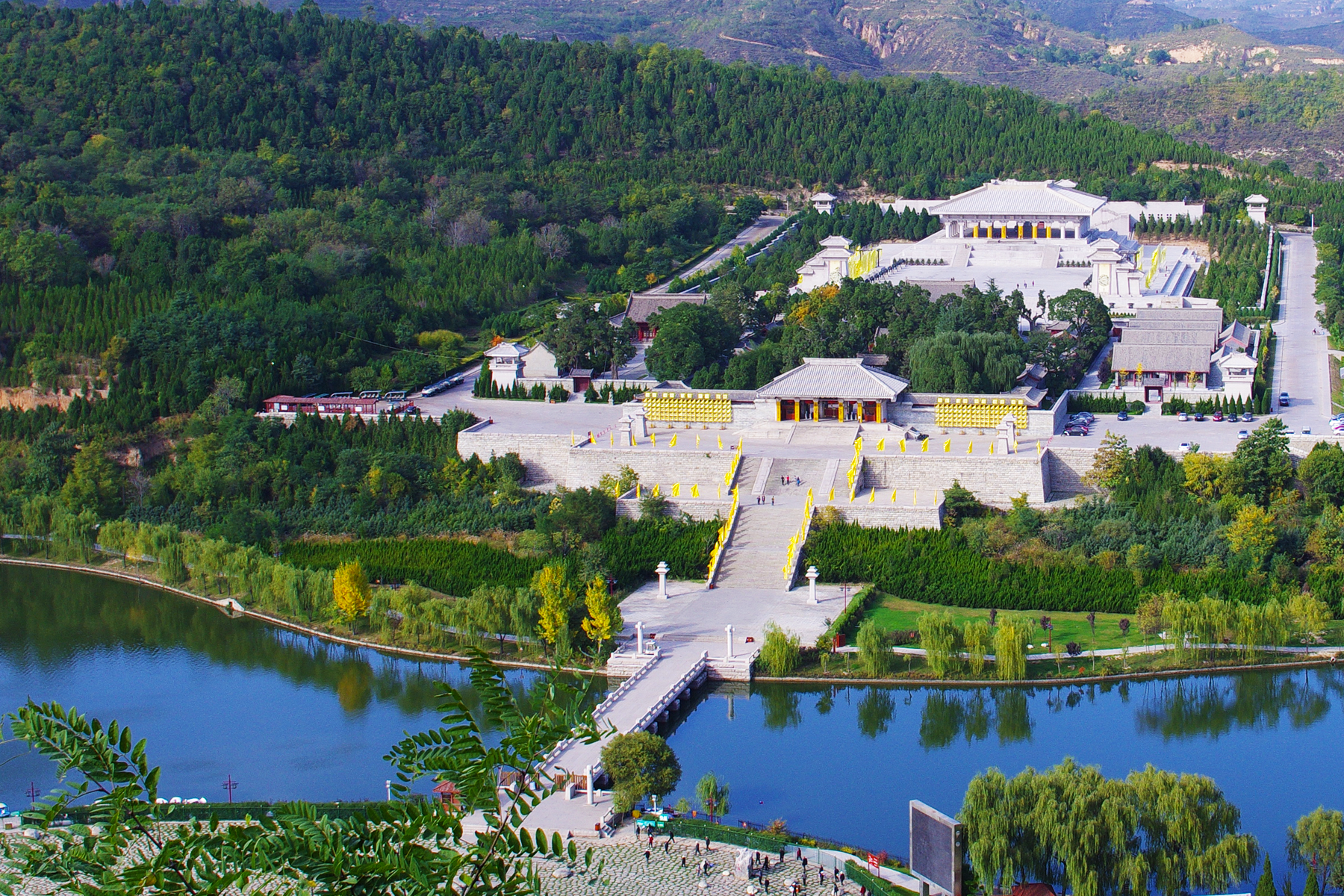
Temple de Xuan Yuan (Huangdi), Xian de Huangling, Yan'an, Shaanxi

À partir de la fin du XIXe siècle, Huangdi devient un héros national.
Le jeune révolutionnaire anti-mandchou Liu Shipei (1884-1919) défend l'idée de disposer d'une chronologie unifiée, mettant en évidence la continuité de la race et de la culture Han par delà les aléas historiques. En 1903, dans un article intitulé La chronologie de l'ère de l'Empereur Jaune (Huangdi jinian lun 皇帝纪念论), il fournit une liste d'événements marquants de l'histoire chinoise tous repérés par rapport à une origine commune, prise comme l'année de la naissance de Huangdi.
Le premier numéro du Minbao (民報) publié en novembre 1905 par le Tongmenghui fait figurer Huangdi sur sa couverture et le qualifie de « premier grand nationaliste du monde ». Il représente tout d'abord exclusivement l'ethnie Han car il faut, selon certains révolutionnaires, la préserver des Mandchous et des étrangers,. Chen Tianhua (1875-1905) fait ainsi circuler des tracts revendiquant que les Hans forment une grande famille descendant de Huangdi. Entre 1905 et 1908, Huang Jie (黃節 ; 1873-1935) publie l'Histoire de la race jaune (Huangshi 黃史), où il affirme que la Chine appartient aux Hans, puisqu'ils sont descendants de l'empereur « Jaune ». Les valeurs traditionnelles de piété filiale et de fidélité au clan sont redirigées vers le culte ancestral de Huangdi dans un esprit anti-mandchou,.
Désireux de trouver une réalité historique aux figures de la haute Antiquité, certains révolutionnaires acceptent l'hypothèse émise par le philologue Albert Terrien de Lacouperie selon laquelle Huangdi était un chef mésopotamien arrivé avec son peuple en Extrême-Orient en 2300 av. J.-C., qui avait battu les autochtones et fondé la civilisation chinoise,,. Ce passé conquérant est aussi mis à contribution pour stimuler la lutte contre le pouvoir impérial et les puissances étrangères.
À l'avènement de la république en 1912, Huangdi est conservé comme symbole national, apparaissant sur des billets de banque. Néanmoins, il est désormais présenté comme l'ancêtre commun des cinq races constituant la Chine moderne et non plus comme celui des seuls Hans ; il est même qualifié d'« ancêtre de la civilisation humaine ». Entre 1911 et 1949, seize cérémonies officielles sont données en l'honneur de Huangdi en tant qu'ancêtre de la nation.
Bien que Mao Zedong ait envoyé Lin Boqu accomplir les rites au mausolée de Huangdi à la fin des années 1930, la république populaire de Chine interdit ce culte jusqu'aux années 1980,. Un débat a alors lieu au sein du parti communiste pour décider si l'évocation officielle de Huangdi constituerait ou non une discrimination vis-à-vis des minorités nationales. Après avoir entendu l'avis d'experts de l'université de Pékin, de l'Académie chinoise des sciences sociales et de l'Institut central des minorités, le Département de la propagande recommande le 27 mars 1985 que le terme Zhonghua (中華) soit utilisé pour désigner le peuple chinois d'une manière inclusive, mais affirme qu'il est licite d'appeler les Chinois « descendants de Yandi et Huangdi » en dehors des déclarations officielles dans le cadre des relations avec Hong Kong, Taïwan et les Chinois d'outre-mer.
À Taïwan, où s'est établie en 1949 la république de Chine, Tchang Kaï-chek maintient officiellement le culte de Huangdi, qui est fixé au 4 avril, jour de qingming consacré aux visites sur les tombes ancestrales. Ce n'est cependant qu'en 2009 qu'un président, en l'occurrence Ma Ying-jeou, lui rend hommage en personne ; il désire ainsi affirmer la communauté d'origine entre les peuples taïwanais et chinois,.

## Place dans la philosophie et la religion

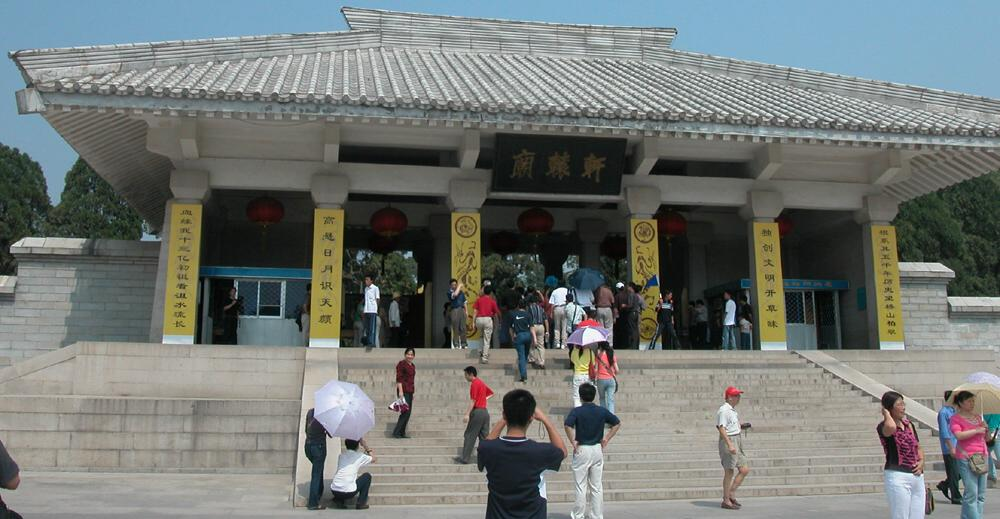
Cénotaphe de Huangdi au Shaanxi.

Quelle que soit l'origine géographique de Huangdi, il est devenu un personnage important à Qi qui abritait depuis la fin du IVe siècle av. J.-C. un centre intellectuel important (Académie Jixia) ; les souverains Tian de Qi prétendaient descendre de lui. Les fangshi le considéraient comme le patron de l'alchimie, de la médecine et des techniques d'immortalité. Il était avec Lao Tseu une des deux figures centrales du courant Huanglao dao, la « Voie (ou Doctrine) de Huangdi et Lao Tseu », théorie politique d'inspiration principalement légiste et taoïste née sous les Royaumes combattants et particulièrement influente au début de la dynastie Han. La bibliographie du Livre des Han mentionne de nombreux ouvrages attribués à Huangdi, traitant de sujets aussi divers que l'art militaire, la philosophie, les techniques de débat, la loi, la divination, dont seul nous est parvenu le Neijing Suwen sur la médecine ; une partie des textes sur soie découverts en 1973 à Mawangdui pourraient constituer les Quatre Livres de Huangdi.
De nombreux spécialistes considèrent que l'Empereur Jaune souverain idéal et civilisateur est l'avatar d'une divinité antique,, mais leurs opinions divergent sur sa nature ; ainsi, Mark Lewis voit en lui la divinisation d'un shaman faiseur de pluie ou du rite pour la pluie, alors que Sarah Allan pense qu'il était une divinité de l'inframonde. À partir des Royaumes combattants se dessine sa figure taoïste. Dans le Zhuangzi, il est dit qu'il devint immortel ; dans le chapitre des rites et sacrifices du Shiji, on confirme qu'il pratiquait l'ascèse en vue de l'immortalité tout en assumant ses fonctions de souverain. Il est maître des pratiques ésotériques et magiques. Il fait aussi l'objet d'un culte officiel à son tumulus funéraire Huangdiling situé dans le Shaanxi, dont les premières mentions datent de la période des Printemps et Automnes avec les ducs Wen et Ling de Qin. Sous les Han occidentaux, Xuandi lui rendit en personne en 73 av. J.-C. un culte solennel réservé à l'empereur ou à ses délégués. L'usurpateur Wang Mang supprima cette restriction, et l'on considère que c'est à partir de son règne que le culte de l'Empereur Jaune se popularisa. En 59, Mingdi ordonna la fondation de temples dans les différentes régions de l'empire. En 770, l'empereur Taizong (599-649) des Tang fit inscrire les cérémonies au temple de Huangdiling dans le registre des cultes impériaux. Zhu Yuanzhang, fondateur des Ming, fit restaurer le temple en 1371. Corrélativement à sa mise en avant par les intellectuels Qing comme père de la nation chinoise, c'est sous cette dynastie qu'il y eut le plus de cérémonies (36 sur un total de 70 depuis les Tang). En 1912, à l'avènement de la république, Sun Yat-sen envoya lui aussi une délégation à Huangdiling. Le jour de la fête de Qinming 1939, Mao Zedong envoya Lin Boqu y accomplir les rites. Depuis 2004, une cérémonie publique y a lieu tous les ans ; elle est inscrite depuis 2006 sur la liste du patrimoine immatériel de l'UNESCO.

## Dates
Le calendrier chinois traditionnel est composé d'une suite d'ères et de règnes et n'indique pas le nombre d'années écoulées à partir d'un point de départ temporel unique. Au début du XXe siècle, des révolutionnaires anti-mandchous envisageaient d'adopter un calendrier de type grégorien débutant à la naissance de Huangdi, estimée d'après le début de son règne selon les calculs du jésuite Martino Martini (2697 av. J.-C.). Dès 1903, des publications radicales proposèrent des dates variant entre
2491 à 2711 av. J.-C. comme point de départ du futur calendrier de la république de Chine,,. Finalement, cette proposition ne fut pas retenue pour le calendrier officiel dont l'an 1 fut fixé en 1912, année de l'établissement du nouveau régime. Néanmoins, Sun Yat-sen proclama également la fondation de la république en la situant le 11e mois lunaire de l'an 4609 depuis le début du règne de Huangdi, entérinant l'estimation de Martini. 2698 est parfois donné au lieu de 2697 ; selon Helmer Aslaksen, mathématicien et enseignant à l'université de Singapour, il s'agit soit de remonter à une année 0, soit de faire débuter son règne au solstice d'hiver précédant immédiatement le début de 2697 av. J.-C..

## Influence tokharienne
Certains spécialistes comme Serge Papillon pensent que des éléments du mythe de Huangdi rappellent celui du dieu du Tonnerre des Tokhariens, Ylaiñäkte, qui évoque lui-même celui d'autres divinités indo-européennes, telles que le dieu germanique Wotan, le dieu grec Apollon ou le dieu celtique Lug. Ainsi, Huangdi a combattu Chiyou, créature parfois représentée avec un corps de serpent, à un endroit appelé la « Source du talus », comme Apollon a tué le serpent Python qui gardait une source sur le site de Delphes. On a suggéré que Luozu, nom de sa femme, pourrait être une transcription erronée de Leizu (雷祖), Tonnerre-Ancêtre. Le mont Kunlun, situé au sud-ouest de l'actuelle province du Xinjiang, région occupée par les Tokhariens, pouvait être leur montagne sacrée. D'ailleurs, selon certains textes, après son combat avec Chiyou, Huangdi serait parti vers l'Ouest.